# Liste de plantes industrielles

## Plantes pour la production d'alcool
- Agave (tequila)
- Avoine (whisky)
- Betterave sucrière
- Blé (vodka)
- Canne à sucre (rhum)
- Cerisier (kirsch)
- Genévrier (gin)
- Maïs (bourbon)
- Orge (bière, whisky)
- Poirier (poiré, eau de vie)
- Pomme de terre (vodka, aquavit, poteen, Kartoffelschnaps, Härdöpfeler, Brennivín  )
- Pommier (cidre, calvados)
- Prunier eau de vie
- Riz (saké, alcool de riz, shōchū)
- Seigle (whisky, gin)
- Vigne (armagnac (eau-de-vie), cognac (eau-de-vie), vin...)

## Plantes à fibres textiles
- Abaca, voir chanvre de Manille
- Bananier textile, voir chanvre de Manille
- Chanvre, Cannabis sativa L. subsp. sativa, Cannabinacées
- Chanvre de Bombay, voir Ketmie à feuille de chanvre,
- Chanvre du Bengale, voir Crotalaire effilée,
- Chanvre de Calcutta, voir jute,
- Chanvre du Deccan ou kenaf, Hibiscus cannabinus L. , Malvacées
- Chanvre de Manille, bananier textile ou abaca, Musa textilis Née, Musacées
- Cocotier, Cocos nucifera L., Arécacées
- Corète potagère, voir jute,
- Cotonnier, genre Gossypium, Malvacées
  - Cotonnier velu, Gossypium hirsutum L.
  - Cotonnier arborescent, Gossypium arboreum L.,
  - Cotonnier créole (à longues soies), Gossypium barbadense L.,
  - Cotonnier d'Asie, Gossypium herbaceum L.,
  - Cotonnier sauvage, Gossypium tomentosum Nutt. ex Seem.
- Crotalaire effilée ou Chanvre du Bengale, Crotalaria juncea L., Fabacées
- Fromager rouge ou kapokier rouge ou simal, Bombax ceiba L., Malvacées
- Faux genêt d'Espagne ou Spartier à tiges de jonc, Spartium junceum L., Fabacées
- Herbe à la ouate, Asclepias syriaca L., Apocynacées
- Jute ou Chanvre de Calcutta, Corchorus capsularis L., Malvacées
- Jute ou Corète potagère, Corchorus olitorius L., Malvacées
- Jute du Congo ou Uréna, Urena lobata L., Malvacées
- Kapokier, Ceiba pentandra (L.) Gaertn., Malvacées
- Ketmie à feuille de chanvre ou chanvre de Bombay, Hibiscus cannabinus L., Malvacées
- Lin, Linum usitatissimum L., Linacées
- Ortie commune, Urtica dioica L., Urticacées
- Ramie de Chine, Boehmeria nivea (L.) Gaudich., Urticacées
- Raphia, Raphia farinifera (Gaertn.) Hyl., Arécacées
- Rônier, Borassus flabellifer L. Arécacées
- Roselle, Hibiscus sabdariffa L. Malvacées
- Sesbania, Aeschynomene aspera L., Fabacées
- Sisal, Agave, Agavacées
  - Sisal vrai, Agave sisalana Perrine,
  - Maguey ou Sisal de Manille, Agave cantula Roxb.,
  - Sisal blanc ou Sisal du Yucatan, Agave fourcroydes Lem.
  - Sisal du Salvador, Agave angustifolia Haw. var. letonae (F. W. Taylor ex Trel.) Gentry,
  - Ixtle, Agave lechuguilla Torr.
- Vaquois utile, Pandanus utilis Bory, Pandanacées

## Plantes pour la vannerie et la sparterie
- Alfa, Stipa tenacissima Loefl. ex L., Poacées
- Bambou roseau, Bambusa bambos (L.) Voss, Poacées
- Bouleau blanc, Betula pubescens Ehrh, Bétulacées
- Bouleau à papier ou bouleau à canot, Betula papyrifera Marshall, Bétulacées
- Jonc à lier, Juncus effusus L. var. decipiens Buchenau, Juncacées
- Osier, notamment Salix viminalis L., Salicacées
- Roseau ou canne de Provence, Arundo donax L., Poacées
- Roseau commun, Phragmites australis (Cav.) Trin. ex Steud., Poacées
- Roseau des étangs ou massette, Typha latifolia L., Typhacées
- Rotin, Calamus rotang L., Arécacées
- Scirpe des étangs, Schoenoplectus lacustris (L.) Palla, Cypéracées
- Tilleul des bois, Tilia europaea L., Malvacées

Voir aussi Liste de fibres naturelles

## Plantes saccharifères
- Areng ou palmier à sucre, Arenga pinnata (Wurmb) Merr., Arécacées
- Betterave sucrière, Beta vulgaris var. saccharata, Chénopodiacées)
- Canne à sucre, Saccharum officinarum L., Poacées)
- Érable à sucre, Acer saccharinum Wangenh., Acéracées)
- Rônier (Borassus flabellifer L., Arécacées
- Sorgho sucré, Sorghum vulgare Pers. var.saccharatum, Poacées)

Voir aussi  Sucre

## Plantes saponifères
- Quillay, Quillaja saponaria Molina, Rosacées
- Saponaire officinale, Saponaria officinalis L., Caryophyllacées
- Savonnier, Sapindus saponaria L., Sapindacées

## Gommes et résines naturelles
- Gommes et latex
  - Caoutchouc, Ficus elastica Roxb. ex Hornem, Moracées
  - Caoutchoutier de céara, Manihot carthagenensis (Jacq.) Müll. Arg. subsp. glaziovii (Müll. Arg.) Allem, Euphorbiacées
  - Castilla, Castilla elastica Sessé subsp. elastica, Moracées
  - Chilte, Cnidoscolus elasticus Lundell, Euphorbiacées
  - Ficus, Ficus consociata Blume, Moracées
  - Figuier des pagodes, Ficus religiosa L., Moracées
  - Gutta-percha, Palaquium gutta (Hook.) Baill., Sapotacées
  - Hévéa ou caoutchouc, Hevea spp., Euphorbiacées
    - Hevea brasiliensis (Willd. ex A. Juss.) Müll. Arg.
    - Hevea guianensis Aubl.

  - Sorva, Couma utilis (Mart.) Müll. Arg. Apocynacées

- Résines et baumes
  - Arbre à encens, Boswellia sacra Flueck., Burséracées
  - Arbre à myrrhe, Commiphora myrrha (Nees) Engl., Burséracées
  - Baumier du Pérou ou Baumier de Tolu, Myroxylon balsamum (L.) Harms var. pereirae (Royle) Harms, Fabacées
  - Bois de gommier blanc, Bursera simaruba (L.) Sarg, Burséracées
  - Copalme d'Amérique, Liquidambar styraciflua L., Hamamélidacées
  - Copalme d'Orient, Liquidambar orientalis Mill., Hamamélidacées
  - Copaîer, Copaifera officinalis (Jacq.) L., Fabacées
  - Cyprès de l'Atlas, Tetraclinis articulata (Vahl) Mast., Cupressacées
  - Genévrier Cade, Juniperus oxycedrus L., Cupressacées
  - Pin, Pinus, Pinaceae
  - Sang-dragon, Daemonorops draco (Willd.) Blume, Arécacées

## Plantes à matières tannantes
- Acacia à cachou, Acacia catechu (L. f.) Willd. Fabacées
- Acacia à gomme, Acacia nilotica (L.) Delile, Fabacées
- Césalpinie des corroyeurs, Libidibia coriaria (Jacq.) Willd., Fabacées
- Corroyère, Coriaria myrtifolia L., Coriariacées
- Écorce de chêne, Quercus spp, Fagacées
  - Chêne kermès, Quercus coccifera L
  - Chêne liège Quercus suber L.
  - Chêne pédonculé, Quercus robur L.
  - Chêne rouvre, Quercus petraea (Matt.) Liebl.
  - Chêne tauzin, Quercus pyrenaica Willd.
  - Chêne vert ou yeuse, Quercus ilex L.
- Galles de chêne
  - Chêne à galles, Quercus infectoria Olivier
- Myrobalan, Terminalia bellirica (Gaertn.) Roxb., Combrétacées
- Québracho, Schinopsis quebracho-colorado (Schltdl.) F. A. Barkley & T. Mey., Anacardiacées
- Québracho rouge, Schinopsis balansae Engl., Anacardiacées
- Sumac des corroyeurs, Rhus coriaria L., Anacardiacées

## Plantes tinctoriales
- Airelle myrtille, Vaccinium myrtillus L.,
- Aulne (Alnus glutinosa (L.) Gaertn.)
- Bois de campèche, Haematoxylum campechianum L., Fabacées
- Bourdaine, (Frangula alnus Mill.)
- Acacia à cachou, Acacia catechu (L.f.) Willd., Fabacées
- Cadou, (Terminalia chebula Retz.)
- Carthame des teinturiers, (Carthamus tinctorus L.)
- Chay, (Oldenlandia umbellata L.)
- Chêne à galles, Quercus infectoria Oliv., Fagacées
- Chêne quercitron, Quercus velutina Lmk., Fagacées
- Croton des teinturiers ou tournesol, Chrozophora tinctoria (L.) A. Juss., Euphorbiacées.
- Curcuma ou safran des Indes (Curcuma domestica Valet.)
- Faux indigo, (Amorpha fruticosa L.)
- Fustet ou arbre à perruque, (Cotinus coggygria Scop
- Gambier, Uncaria gambir (W.Hunter) Roxb., Rubiacées
- Garance (Rubia tinctotium L., Rubiacées
  - Garance du Sikkim (Rubia sikkimensis Kurz, Rubiacées
  - Garance voyageuse, Rubia peregrina, Rubiacées
- Henné, Lawsonia inermis L., Lythracées
- Gaude (Reseda luteola L.)
- Genêt des teinturiers ou Genestrolle, Genista tinctoria L., Fabacées
- Genévrier, Juniperus communis L., Fabacées
- Indigo sauvage, (Baptisia tinctoria R. Br.)
- Indigotier, Indigofera tinctoria L., Fabacées
- Nerprun alaterne (Rhamnus alaternus L.)
- Nerprun purgatif (Rhamnuscatharticus L.)
- Noyer, Juglans regia L., Juglandacées
- Orcanette des teinturiers, (Alkanna tinctoria L.)
- Orcanette jaune, (Onosma echioides L.)
- Palétuvier d'Asie, Rhizophora mucronata lamk., Rhizophora
- Pastel ou guède (Isatis tinctoria)
- Prunellier, Prunus spinosa L., Rosacées
- Redoul ou corroyère (Coriaria myrtifolia L.)
- Renouée des teinturiers, Polygonum tinctorium Ait., Polygonacées
- Rocouyer, Bixa orellana L., Bixacées
- Safran (Crocus sativus L.)
- Santal rouge (Pterocarpus santalinus L.)
- Sorgho des teinturiers, Sorghum vulgare Pers. var. Dura Hubbard et Rehd., Poacées
- Sumac des corroyeurs (Rhus coriaria L.)
- Sureau noir (Sambucus nigra L.)
- Sureau yèble (Sambucus ebulus L.)
- Thé (Camellia sinensis (L.) O. Kuntze)
- Troène (Ligustrum vulgare L.

## Essences et huiles essentielles
- Ambrette (Abelmoschus moschatus Medik. subsp. moschatus, Malvacées)
- Ammi de l'Inde (Trachyspermum ammi (L.) Sprague ex Turrill, Apiacées)
- Arbre à benjoin (Styrax benzoin Dryand, Styracacées)
- Arbre à benjoin du Siam (Styrax tonkinensis (Pierre) Craib ex Hartwich, Styracacées)
- Basilic (Ocimum basilicum, L. Lamiacées)
- Menthe gabonaise  (Ocimum gratissimum L., Lamiacées)
- Basilic américain (Ocimum americanum L., Lamiacées)
- Bergamotier - essence de bergamote - (Citrus aurantium ssp. aurantiifolia var. Bergamia Riss., Rutacées)
- Bigaradier ou oranger amer - essence de néroli - (Citrus aurantium ssp. amara Engl., Rutacées)
- Camphrier (Cinnamomum camphora (L.) J. Presl, Lauracées)
- Camphrier de Bornéo (Dryobalanops aromatica C. F. Gaertn., Diptérocarpacées)
- Cassie (Acacia farnesiana (L.) Willd., Fabacées)
- Citronnelle (Cymbopogon nardus (L.) Rendle, Poacées)
- Encensier, oliban (Boswellia sacra Flück, Burséracées)
- Eucalyptus (Eucalyptus globulus, Myrtacées)
- Eucalyptus (Eucalyptus maculatus var. citriodora, Myrtacées)
- Fenouil (Foeniculum vulgare, Apiacées)
- Géranium rosat (cultivars de Pelargonium groupe rosat, Géraniacées)
- Helichrysum angustifolium DC., espèce d'immortelle, Astéracées)
- Iris à parfum (Iris pallida, Iridacées)
- Jasmin commun (Jasminum officinale L., Oléacées)
- Jasmin jaune (Jasminum odoratissimum L., Oléacées)
- Jasmin odorant ou jasmin d'Espagne (Jasminum grandiflorum L. subsp. grandiflorum, Oléacées)
- Lavande vraie (Lavandula officinalis, Lamiacées)
- Lavande stéchade (Lavandula stoechas, Lamiacées)
- Lavande aspic (Lavandula latifolia, Lamiacées)
- Menthe poivrée (Mentha piperata L., Lamiacées)
- Mimosa (Acacia semperflorens Jacques, Fabacées)
- Muscadier (Myristica fragans Houtt, Myristicacées)
- Myrte (Myrtus communis, Myrtacées)
- Œillet commun (Dianthus caryophyllus, Caryophyllaceae)
- Patchouli (Pogostemon cablin (Blanco) Benth., Lamiacées)
- Rosier de Mai (Rosa centifolia L., Rosacées)
- Rosier de Damas (Rosa damascena var. tringintipetala, Rosacées)
- Tubéreuse (Polyanthes tuberosa, Agavacées)
- Verveine odorante (Lippia citriodora, Verbénacées)
- Vétiver (Chrysopogon zizanioides (L.) Roberty, Poacées)
- Violette (Viola odorata, Violacées)
- Verveine ou citronnelle des Indes (Cymbopogon citratus (DC.) Stapf, Poacées)
- Ylang-ylang (Cananga odorata (Lam.) Hook. f. & Thomson, Annonacées)